# Aloe macra
Aloe macra ist eine Pflanzenart der Gattung der Aloen in der Unterfamilie der Affodillgewächse (Asphodeloideae). Das Artepitheton macra stammt aus dem Lateinischen, bedeutet ‚schlank‘ und verweist auf die schlanken Stämme der Art.

## Beschreibung

### Vegetative Merkmale
Aloe macra wächst stammbildend. Die Stamm ist bis zu 30 Zentimeter lang. Die zehn bis zwölf schwertförmig verschmälerten Laubblätter bilden lockere Rosetten. Die grüne Blattspreite ist 30 bis 35 Zentimeter lang und 3 Zentimeter breit. Die roten Zähne am roten Blattrand sind klein.

### Blütenstände und Blüten
Der Blütenstand ist einfach oder besteht aus einem Zweig und erreicht eine Länge von 30 Zentimetern. Die dichten, zylindrischen Trauben sind 10 bis 15 Zentimeter lang. Die lanzettlichen Brakteen weisen eine Länge von etwa 3 Millimeter auf. Die rötlich orangefarbenen Blüten werden zur Spitze gelb und stehen etwa 10 Millimeter langen Blütenstielen. Sie sind 13 bis 14 Millimeter lang. Die Staubblätter ragen nicht aus der Blüte heraus.

### Früchte
Die Früchte sind Beeren.

## Systematik und Verbreitung
Aloe macra ist auf Réunion auf trockenen Hügeln verbreitet.
Die Erstbeschreibung durch Adrian Hardy Haworth wurde 1819 veröffentlicht. Nomenklatorische Synonyme sind Phylloma macrum (Haw.) Sweet (1827) und Lomatophyllum macrum (Haw.) Salm-Dyck ex Schult. & Schult.f. (1829).

## Nachweise